# Alfa de Capricorn
Alfa de Capricorn (α Capricorni) és un estel doble òptic situat a la constel·lació de Capricorn.
- La component principal denominada α¹ de Capricorn és en realitat un estel binari format per una supergegant groga i un estel de vuitena magnitud a 0,65 segons d'arc de distància.
- La component secundària α² de Capricorn o Algedi es troba a 0,11 graus de α¹ Capricorni, per la qual cosa és separable a ull nu, i és una geganta groga.